# Megachile reepeni
Megachile reepeni är en biart som beskrevs av Heinrich Friese 1918. Megachile reepeni ingår i släktet tapetserarbin, och familjen buksamlarbin. Inga underarter finns listade i Catalogue of Life.